# Ticha Penicheiro
Patrícia Nunes Penicheiro (* 18. September 1974 in Figueira da Foz, Portugal) ist eine ehemalige professionelle Basketball-Spielerin. Für den Großteil ihrer Karriere spielte sie für die Sacramento Monarchs in der Women’s National Basketball Association als Point Guard. Sie wurde 2025 in die FIBA Hall of Fame aufgenommen.

## Karriere

### College
Ticha Penicheiro spielte für das Damen-Basketballteam der Old Dominion University. 1998 gewann sie die Wade Trophy.

### WNBA
Penicheiro wurde in der WNBA Draft 1998 von den Sacramento Monarchs als zweite Spielerin insgesamt ausgewählt. Sie spielte von der Saison 1998 bis zur Auflösung der Monarchs nach der WNBA-Saison 2009 für das Team und wurde während dieser Zeit viermal ins WNBA All-Star Team gewählt. In der Saison 2005 konnte sie außerdem mit den Monarchs die WNBA-Meisterschaft gewinnen. Nach dem Ende der Monarchs spielte sie noch zwei Spielzeiten für die Los Angeles Sparks und zum Karriereabschluss in der WNBA im Jahr 2012 für die Chicago Sky. Sie war vielfach beste Assist-Geberin in der WNBA, wurde aber durch die späte Einführung dieser Ehrung in der WNBA nur einmal offiziell dafür geehrt. Des Weiteren hält sie die WNBA Rekorde mit 16 Assists und 10 Steals in einem Spiel. Penicheiro wurde 1999 und 2000 ins WNBA First Team und 2001 ins WNBA Second Team gewählt.
Nach der Saison 2012 bestritt Penicheiro keine Spiele mehr in der WNBA. Bis zu diesem Zeitpunkt bestritt sie in 15 WNBA-Saisons in der regulären Saison 454 Spiele, dabei stand sie 423 Mal in der Startformation und erzielte 2747 Punkte, 1490 Rebounds und 2599 Assists. In 43 Playoff-Partien (davon 43 in der Startformation) erzielte sie 249 Punkte, 133 Rebounds und 204 Assists. Sie wurde für ihre Leistungen in der WNBA 2006 bei der Wahl des WNBA All-Decade Team geehrt. Sie zählte zwar nicht zu den zehn direkt in das Team gewählten Spielerinnen, wurden aber neben vier weiteren Spielerinnen mit dem Zusatz „Honorable mention“ geehrt. Dafür wurde sie für ihre Leistungen in der WNBA zum 15-jährigen Jubiläum der Liga im Jahr 2011 zu den WNBA's Top 15 Players of All Time gewählt. 2021 wurde sie unter die 25 Greatest Players in WNBA History gewählt.

### Europa
In der Saisonpause der WNBA spielte Penicheiro wie viele WNBA-Spielerinnen regelmäßig für Vereine in Europa. Nach dem Beginn ihrer Karriere in Portugal stand sie dann für Teams aus Polen, Italien, Russland, Frankreich, Litauen, Tschechien und der Türkei auf dem Platz.

### International
Sie bestritt einige internationale Turniere für die portugiesische Nationalmannschaft, konnte aber wegen des schwachen Niveau des Teams keine größeren Erfolge erzielen.